# This Old Dog (álbum de música de Mac DeMarco)
This Old Dog es el cuarto álbum de estudio de larga duración del cantautor y multiinstrumentista Mac DeMarco, lanzado el 5 de mayo de 2017 a través de Captured Tracks. Tras el lanzamiento de Another One, DeMarco se mudó de su aislada casa en Queens a una casa en Los Ángeles para crear el álbum. El álbum generó dos sencillos en enero, "My Old Man" y "This Old Dog", que son las dos primeras pistas del álbum. Los sencillos "On The Level" y "One More Love Song" se lanzaron en abril de 2017. El álbum se filtró el 13 de abril de 2017.

## Grabación
DeMarco grabó This Old Dog mientras se mudaba a Los Ángeles. Describe las experiencias y el tiempo que tomó desarrollar y hacer el álbum:

"Hice todos los demos del álbum completo y, mientras me mudaba a la costa oeste, pensé que podría terminarlo rápido. Pero luego me di cuenta de que mudarse a una nueva ciudad y comenzar una nueva vida lleva tiempo. Y fue extraño. porque normalmente simplemente las escribo, las grabo y las publico; pero esta vez, las escribí y ellos se sentaron, cuando eso sucede, realmente llegas a conocer las canciones."

## Recepción
This Old Dog obtuvo el título de Mejor Tema Nuevo de Pitchfork y el escritor Marc Hogan lo calificó como una "oda peluda a la constancia romántica, pase lo que pase".
En su reseña del álbum, Mark Richardson de Pitchfork escribe: "DeMarco parece relajarse y dejar que todo encaje en su lugar, pero su música demuestra una devoción implacable por el arte, con todos los fundamentos intactos".

### Premios
| Publicación        | Premio recibido                  | Rank | Ref.   |
| ------------------ | -------------------------------- | ---- | ------ |
| Exclaim            | Top 20 Pop & Rock Albums of 2017 | 12   | [ 23 ] |
| Les Inrockuptibles | Best Albums of 2017              | 7    | [ 24 ] |
| Noisey             | The 100 Best Albums of 2017      | 100  | [ 25 ] |
| Rough Trade        | Albums of the Year               | 30   | [ 26 ] |

## Lista de canciones
Todas las canciones escritas y compuestas por Mac DeMarco. 
| This Old Dog |                                   |          |  |
| N.º          | Título                            | Duración |  |
| 1.           | «My Old Man»                      | 3:41     |  |
| 2.           | «This Old Dog»                    | 2:30     |  |
| 3.           | «Baby You're Out»                 | 2:37     |  |
| 4.           | «For the First Time»              | 3:02     |  |
| 5.           | «One Another»                     | 2:46     |  |
| 6.           | «Still Beating»                   | 3:01     |  |
| 7.           | «Sister»                          | 1:18     |  |
| 8.           | «Dreams from Yesterday»           | 3:27     |  |
| 9.           | «A Wolf Who Wears Sheeps Clothes» | 2:49     |  |
| 10.          | «One More Love Song»              | 4:01     |  |
| 11.          | «On the Level»                    | 3:47     |  |
| 12.          | «Moonlight on the River»          | 7:02     |  |
| 13.          | «Watching Him Fade Away»          | 2:23     |  |
| 42:24        |                                   |          |  |

| This Old Dog – Bonus tracks de pre-compra por iTunes Store |                                                  |          |  |
| N.º                                                        | Título                                           | Duración |  |
| 14.                                                        | «My Old Man» (Instrumental)                      | 3:40     |  |
| 15.                                                        | «This Old Dog» (Instrumental)                    | 2:30     |  |
| 16.                                                        | «Baby You're Out» (Instrumental)                 | 2:36     |  |
| 17.                                                        | «For the First Time» (Instrumental)              | 3:05     |  |
| 18.                                                        | «One Another» (Instrumental)                     | 2:46     |  |
| 19.                                                        | «Still Beating» (Instrumental)                   | 4:00     |  |
| 20.                                                        | «Dreams from Yesterday» (Instrumental)           | 3:27     |  |
| 21.                                                        | «A Wolf Who Wears Sheeps Clothes» (Instrumental) | 2:47     |  |
| 22.                                                        | «One More Love Song» (Instrumental)              | 4:01     |  |
| 23.                                                        | «On the Level» (Instrumental)                    | 3:45     |  |
| 24.                                                        | «Moonlight on the River» (Instrumental)          | 6:56     |  |

## Personal
Adaptado de las notas del álbum.
- Mac DeMarco – todos los instrumentos y voces, producción, mezcla, y ingeniería
- David Ives – masterización
- Shags Chamberlain – mezcla

## Gráfico
| Gráfico (2017                           | Posición más alta |
| --------------------------------------- | ----------------- |
| Australia (ARIA)                        | 23                |
| Bélgica (Ultratop flamenca)             | 72                |
| Bélgica (Ultratop valona)               | 75                |
| Canadá (Billboard Canadian Albums)      | 27                |
| Países Bajos (Album Top 100)            | 48                |
| Francia (SNEP)                          | 144               |
| Irlanda (IRMA)                          | 14                |
| New Zealand Heatseekers Albums (RMNZ)   | 1                 |
| Portugal (AFP)                          | 47                |
| Escocia (Scottish Albums Chart)         | 19                |
| Reino Unido (UK Albums Chart)           | 21                |
| Reino Unido (UK Independent Albums)     | 9                 |
| Estados Unidos (Billboard 200)          | 29                |
| Estados Unidos (Independent Albums)     | 1                 |
| Estados Unidos (Top Alternative Albums) | 2                 |
| Estados Unidos (Top Rock Albums)        | 6                 |